# Марсель Швоб

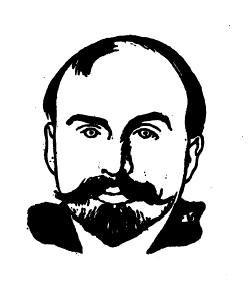
Фелікс Валлотон. Портрет Марселя Швоба, 1898

Марсель Швоб (фр. Marcel Schwob, 23 серпня 1867, Шавіль, О-де-Сен — 26 лютого 1905, Париж) — французький письменник та перекладач. Символіст, писав притчеву фантастичну прозу та вірші в прозі.

## Біографія
Народився в заможній єврейській родині. Його батько був видавцем щоденної газети в Нанті, товаришував з Теодором де Банвілем та Теофілем Готьє. Мати, в дівочості — Матильда Каен (Mathilde Cahun), походила із освіченої єврейської родини з Ельзасу.
Навчався в Парижі в ліцеї Людовика Великого. 1884 року відкрив для себе творчість Стівенсона, переклав його «Острів скарбів» французькою, листувався з ним.
1900 року Швоб одружився з актрисою Маргеріт Морено (1871–1948), з якою запізнався ще 1895 року. Стан здоров'я Швоба постійно погіршувався насамперед через його залежність від морфію. Марсель Швоб спробував шукати для себе вихід у подорожах, спершу він відвідав Джерсі, а потім Самоа, де помер Стівенсон. Згодом Швоб повернувся до Парижа, де й помер 1905 року.
Похований на цвинтарі Пер-Лашез.

## Творчість
Був близький до символістів, входив до кола письменниці Рашільд, журналу та видавництва «Mercure de France», підтримував стосунки з С. Малларме, П. Валері, Р. де Гурмон, А. Жідом, П. Клоделем, А. Жаррі, Ж. Ренаром, О. Вайльдом та іншими. Вивчав класичну філологію (зокрема, захоплювався Лукіаном та перекладав його), а також східні мови, цікавився жаргонами, звідси зокрема походить його зацікавленість творчістю Франсуа Війона та поетів-сатириків XV століття.
Перекладав Дефо, Де Квінсі, Шекспіра («Гамлет» у його перекладі був поставлений 1900 року в Парижі, головну роль виконувала Сара Бернар).

## Рецепція
Фантастична проза Швоба мала значний вплив на А. Жіда, Жуля Ренара, Ремі де Гурмона, Поля Клоделя, Поля Леото, Жоржа Роденбака, Шарля-Луї Філіппа, а за межами Франції на Хорхе Луїс Борхеса та Вільяма Фолкнера.
Поль Валері присвятив Швобу два своїх твори: «Вступ до методу Леонардо да Вінчі» та «Вечір з паном Тестом». Альфред Жаррі присвятив йому свого «Короля Убю».
Ораторію «Хрестовий похід дітей» на текст М. Швоба написав Габріель П'єрне (1902).

## Твори
- «Подвійне серце». «Coeur double». 1891.
- Збірка «Король у золотій масці». «Le Roi au masque d' or». 1892.
- Збірка «Книга Монелла». «Le Livre de Monelle». 1894. Ілюстрації: Леонор Фіні — 1965.
- Збірка «Хрестовий похід дітей». «La croisade des enfants». 1896, за його мотивами написана ораторія Габріеля П'єрне, 1902.
- Збірка новел «Уявні життя». «Vies imaginaires». 1896.
- Збірка «Лампа Психеї». «La lampe de Psyché». 1903.